# Sumbercangkring
Sumbercangkring is een bestuurslaag in het regentschap Kediri van de provincie Oost-Java, Indonesië. Sumbercangkring telt 5213 inwoners (volkstelling 2010).